# San José Guadalupe
San José Guadalupe är en ort i Mexiko.   Den ligger i kommunen La Trinitaria och delstaten Chiapas, i den sydöstra delen av landet, 900 km öster om huvudstaden Mexico City. San José Guadalupe ligger 754 meter över havet och antalet invånare är 149.
Terrängen runt San José Guadalupe är lite bergig. Runt San José Guadalupe är det ganska tätbefolkat, med 60 invånare per kvadratkilometer. Närmaste större samhälle är Amparo Aguatinta, 6,2 km nordost om San José Guadalupe. I omgivningarna runt San José Guadalupe växer i huvudsak städsegrön lövskog.